# زمین‌لرزه ۱۲۸۲ کاشمر
زمین‌لرزه ۱۲۸۲ کاشمر در تاریخ ۲۵ سپتامبر ۱۹۰۳ میلادی، برابر با ‎۲ مهر ۱۲۸۲، ساعت ۱:۲۰:۰۰ به زمان یوتی‌سی در استان خراسان رضوی، نزدیکی شهر کاشمر رخ داد. بزرگی آن ۶٫۵ در مقیاس ریشتر اعلام شده است. زمین‌لرزه به وقت محلی در روز جمعه، ساعت ۴٫۵ روی داده و منطقه زمانی آن یوتی‌سی +۳٫۵ بوده است. سازمان زمین‌شناسی آمریکا نیز جای این زمین‌لرزه را در مختصات ۳۵°۱۲′شمالی ۵۸°۱۲′شرقی / ۳۵٫۲°شمالی ۵۸٫۲°شرقی و بزرگی آنرا برابر با ۶٫۵ در مقیاس ریشتر اعلام کرده است. شمار کشتگان زلزله حدود ۲۰۰ نفر بوده است.